# Laranja da China (livro)
Laranja da China é uma coletânea de contos do escritor brasileiro António de Alcântara Machado, publicada pela primeira vez em 1928, em pleno modernismo da primeira fase. Em 1944 foi publicada uma segunda edição dos dois livros de contos do autor reunidos, intitulada Brás, Bexiga e Barra Funda e Laranja da China, com prefácio de Sérgio Milliet. Em 1971 Laranja da China foi incluída na coletânea Novelas Paulistanas, organizada e prefaciada por Francisco de Assis Barbosa, que reuniu a obra de ficção completa do autor.

## Contos
- "O Revoltado Robespierre"
- "O Patriota Washington"
- "O Filósofo Platão"
- "A Apaixonada Elena"
- "O Inteligente Cícero"
- "A Insigne Cornélia"
- "O Mártir Jesus"
- "O Lírico Lamartine"
- "O Ingênuo Dagoberto"
- "O Aventureiro Ulisses"
- "A Piedosa Teresa"
- "O Tímido José"

## Crítica
“Galeria de caricaturas segundo Francisco de Assis Barbosa, Laranja da China ilustra tipos urbanos reconhecíveis em situações do cotidiano. Entre figuras marginais, camadas médias e tipos da alta burguesia paulistana, tal galeria contempla desde o “moreno carregado” Ulisses Serapião Rodrigues, que foge do trabalho na roça e encontra um anúncio à sua procura no jornal, passa pelo funcionário público nacionalista “Doutor Washington Coelho Penteado”, até a senhorinha Elena Benedita de Faria, que sai a contragosto com um vestido de “babados indecentes, horrorosos e imorais” para dançar maxixe em um salão da cidade. No decorrer das narrativas veem-se pequenas sutilezas acerca dos costumes e dos personagens da cidade, bem como dos espaços de trânsito e de lazer, em tramas que são construídas minuciosamente com o auxílio dessas características.”
Em Laranja da China o autor apresenta uma série de figuras humanas com designativos alusivos a grandes personalidades da história (“O Filósofo Platão”, “O Revoltado Robespierre”), mas que não passam de gente comum, do cotidiano (Senhor Platão Soares, Senhor Natanael Robespierre dos Anjos). Alcântara Machado nessas narrativas mostra-se um mestre da técnica do “tempo retardado”, que é uma espécie de “câmera lenta” da literatura, em que o autor detém a passagem do tempo e descreve os mínimos detalhes, como neste trecho de “O Filósofo Platão”, onde o personagem desastrado luta, em vão, para abrir seu guarda-chuva:
Para a satisfação consigo mesmo ser completa só faltava abrir o guarda-sol. Você não quer abrir. desgraçado? Você abre, desgraçado, amaldiçoado, excomungado. Abre nada. Nunca viu, seu italianinho de borra? Guarda-sol, guarda-sol, não me provoque que é pior. Desgraçado, amaldiçoado, excomungado. Platão heroicamente fez mais três tentativas. Qual o quê. Foi andando. Batia duro com a ponteira na calçada de quadrados. De vingança. Se duvidarem muito as costas já estão fumegando. Depois asfalto foi feito ES-PE-CI-AL-MEN-TE para aumentar o calor da gente. Platão parou. Concentrou toda a sua habilidade na ponta dos dedos. É agora. Não e não. Vamos ver se vai com jeito. Guarda-solzinho de meu coração, abra, sim meu bem? Com delicadeza se faz tudo. Você não quer mesmo abrir, meu amorzinho? Está bem. Está bem. Paciência. Fica para outra vez. Você volta pro cabide. Cabide é o braço. Que cousa mais engraçada.
Entre os personagens que desfilam pelo livro, temos "O Patriota Washington" ("O doutor é de fato: brasileiro graças a Deus. Onde desejava nascer? No Brasil está claro"), "A Apaixonada Elena" que sofre com a insensibilidade da família ("Elena sentou-se, abriu a revista diante do rosto pôs uma perna em cima da outra. / - Tenha modos. menina! / Suspirou, descruzou as pernas. Dico foi se chegando. Deu um tabefe na revista, fugiu de banda deslizando.), "O Inteligente Cícero", o bebê mimado que acaba tiranizando a família com seus desejos ("Eu quero um automóvel igual ao de titio, pronto!"), "A Insigne Cornélia" dominada pelo marido abusivo, "O Mártir Jesus", que não mede esforços por sua família, que se aproveita de sua bondade ("As cousas estão pretas. Não há dinheiro. Continuando assim não sei aonde vamos parar!"), "O Lírico Lamartine" com sua mulher para lá de obesa ("Por enquanto o sofá da saleta ainda chega para Dona Hortênsia. Mas amanhã? No entanto o desembargador desliza um olhar untuoso sobre os untos [=as gorduras] da metade [=cara-metade, esposa]. O peso da esposa sem dúvida possível é o índice de sua carreira de magistrado."), "O Ingênuo Dagoberto" que cai num conto do vigário etc.
Sobre o livro escreveu o crítico literário do Correio Paulistano: “Acaba de aparecer o novo livro de António de Alcântara Machado. Intitula-se 'Laranja da China'. É uma coletânea de contos, todos marcados com aquela riqueza surpreendente de observação, que é um dos sinais característicos da sua obra de escritor moderno e interessantíssimo. [...] estilo ágil e vivo, uma nota pessoal muito marcada em todas as páginas do livro; enfim, um claro espírito de seu tempo e da sua terra, com uma clara visão das cousas que o cercam, e com um grande sentido de humanidade.”